# Nawie
Nawie (majki, mawki, nawki) – w wierzeniach słowiańskich określenie dusz zmarłych.
Niektóre teorie zakładają, że termin Nawia  (najprawdopodobniej tożsama z Wyrajem) odnosi się do nazwy zaświatów, choć fakt ten nie został bezpośrednio potwierdzony.

## Nawie jako duch, dusza
Nawie, nawki, czasem zwane również lalkami – w wierzeniach słowiańskich określenie dusz zmarłych. Według niektórych uczonych (m.in. S. Urbańczyka) termin ten był ogólnym określeniem demonów wywodzących się z dusz tragicznie i przedwcześnie zmarłych, zbójców, czarowników, zamordowanych i topielców. Miały być wrogie i nieprzychylne ludziom, zazdroszcząc im życia. W folklorze bułgarskim występuje postać dwunastu nawii, wysysających krew z położnic, natomiast w ruskiej Powieści dorocznej nawie występują jako demoniczna personifikacja zarazy w Połocku w 1092 roku. Według przekazów folklorystycznych objawiały się najczęściej jako ptaki.

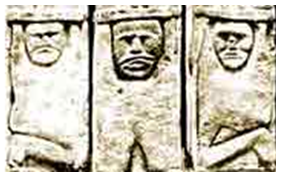
Wyobrażenie Welesa-Trzygłowa w dolnej partii tzw. Światowida ze Zbrucza, według jednej z teorii

## Teoria o Nawii jako zaświatach
Według niektórych teorii nazwa Nawia była również używana na określenie zaświatów, nad którymi sprawa władzę miał Weles, odgrodzonych od świata żywych morzem lub rzeką, według niektórych tez położonych głęboko pod ziemią. Według hipotezy opartej na wątkach folkloru ruskiego Weles mieszkał w bagnie położonym w centrum Nawii, gdzie zasiadał na złotym tronie u stóp Drzewa Kosmicznego, dzierżąc miecz. Symbolicznie Nawia miała być wielką zieloną równiną – pastwisko, na które Weles wyprowadza dusze. Wejścia do Nawii miał strzec Żmij.

## Etymologia
Etymologia nazwy może wywodzić się z hipotetycznego prasłowiańskiego *navь- oznaczającego „trup”, „nieboszczyk”.